# Langton Towungana
Langton Towungana fue un candidato presidencial independiente en las elecciones presidenciales de Zimbabue celebradas el 29 de marzo de 2008. Sus oponentes fueron Morgan Tsvangirai del Movimiento por el Cambio Democrático, Simba Makoni, de la agrupación Mavambo/Kusile/Dawn, y el entonces presidente Robert Mugabe de la Unión Nacional Africana de Zimbabue - Frente Patriótico.
Towungana "prácticamente salió de la oscuridad" en el día de la nominación en el tribunal electoral y presentó sus papeles declarando su intención de disputar las elecciones presidenciales. Es un residente de la pequeña ciudad turística de Victoria Falls, donde es profesor y dirige varios negocios. Su campaña se basó en la necesidad de que Dios resuelva los problemas de Zimbabue y de constituir un gobierno de unidad nacional.
Obtuvo 14.503 (0.58%), quedando cuarto y último.